# عثمان دن فودیو

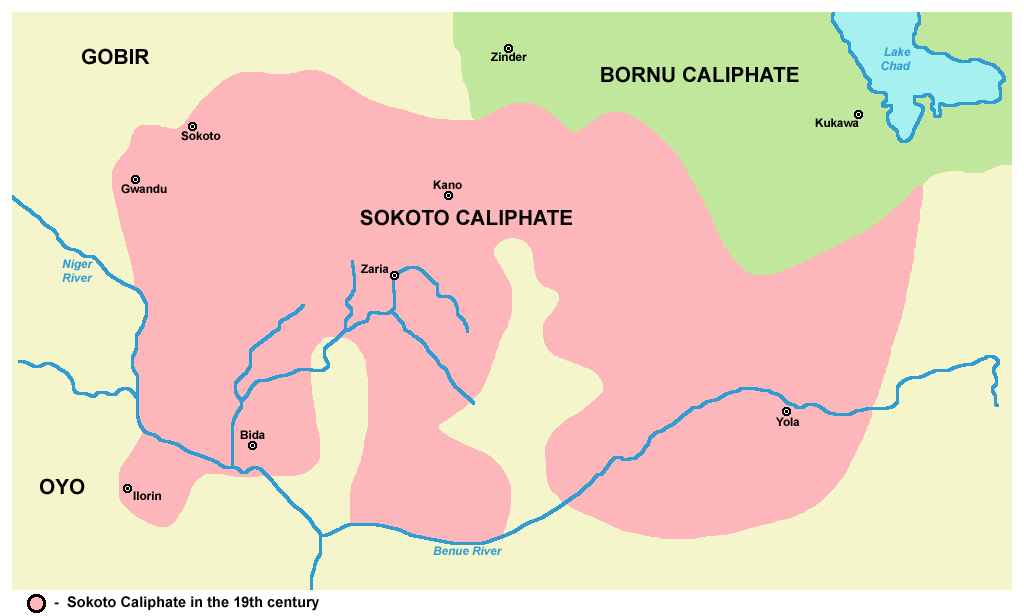
محدوده خلافت سکوتو در قرن نوزدهم میلادی

عثمان دن فودیو (در عربی عثمان بن فودی) (دسامبر ۱۷۵۴ تا ۱۸۱۷م)(۱۱۴۳ تا ۱۱۹۶خ) عارف، فیلسوف و انقلابی فولانی بود که در جریان یک جهاد (۱۸۰۴تا ۱۸۰۸م)، حکومت فولانی را جایی در شمال نیجریه امروزی پایه‌گذاری کرد. او مهمترین اصلاحگر غرب منطقه سودان در اوایل قرن نوزدهم بود.

## آغاز زندگی و تحصیلات
عثمان در گبیر (Gobir)، یکی از هفت ایالت پادشاهی سرزمین مردم هوسه (Hausa Kingdoms) در خانه پدری اهل علم که اصالتی سنگالی داشت متولد شد. در جوانی به همراه خانواده به دگل(Degel)، یکی از شهرهای گبیر مهاجرت کرد و آنجا خواندن قرآن را آموخت. او نزد استادان مختلفی به تحصیل علوم اسلامی پرداخت که موثرترین ایشان جبرئیل بن عمر ساکن اغادیس بود که او را به طریقت قادری دعوت کرد. پس آن در شهرهای مختلف منطقه به تدریس پرداخت.

## رهبری سیاسی و مذهبی و تأسیس خلافت
عثمان در ۱۷۷۴ و ۱۷۷۵م فعالیت‌های خود را شروع کرد. او برخلاف دستور سلطان گبیر، به باوا (ایالت کانو، شمال نیجریه) رفت و با جامعه مسلمان آن مرتبط شد. به مرور عثمان به هر دو جایگاه رهبری مذهبی و سیاسی دست یافت و از حمایت دهقانان هوسا بهره‌مند شد. شرایط دشوار زندگی تحت حکومت حاکمان آن دوره به افکار آخرالزمانی دامن زد و سبب شد مردم او را به عنوان مهدی موعود بشناسند، هرچند او این را رد کرد.
به مرور که شکاف میان طبقه حاکم و طرفداران عثمان زیاد شد او به طرفدارن دستور داد که مسلح شوند. این امر سلطان گبیر را به وحشت انداخت و سبب شد که آزادی‌های مذهبی را محدود کند. سلطان تازه در پی بهبود روابط خود با او برآمد اما تلاش پیروان او در آزادی زندانیان مسلمان به تیره شدن روابط این دو انجامید. عثمان تحت تأثیر هجرت پیامبر اسلام دست به هجرت زد و به گودو (Gudu) در شمال نیجریه امروزی رفت. با اینکه در ظاهر خود را بی رغبت نشان می‌داد اما به این خاطر که امام پیروان خود بود، به‌طور رسمی خلافت تازه را تأسیس کرد.

## جهاد و پایان زندگی
عثمان، سلطان گبیر را به خاطر حمله به مسلمانان، کافر خواند و علیه او اعلام جهاد کرد، با این حال خود در جهاد حضور نیافت. ساختار خلافت او مطابق آموزه‌های او ساده بود: یک وزیر، قاضی‌ها، داروغه و مأموران مالیاتی می‌بایست تحت اداره امیری قرار می‌گرفتند که توسط طبقه علما تعیین می‌شد. مشکلات موجود جهاد را با مشکل روبرو و کرد و قدرت نظامی به دست رهبران قبیله بزرگ فولانی افتاد، با این حال پس از چند سال بالاخره گبیر سقوط کرد و جهاد به هدف نهایی خود رسید. با این حال عثمان معتقد بود که اهداف اصلی اصلاحات فراموش شده، پس به سکوتو رفت و کارها را به دست برادرش عبدالحی و پسرش محمد بلو سپرد که به ترتیب مسئولیت غرب و شرق خلافت را پذیرفتند. او که در سال‌های آخر زندگی تنها در نام خلیفه بود به تدریس و تألیف می‌پرداخت. عثمان بن فودیو در ۱۸۱۷م/۱۱۹۶خ در ۶۲ سالگی در سکوتو مرد.